# Ambtenarenverbod
Het ambtenarenverbod maakte in 1933 in Nederland onderdeel uit van de pogingen van het derde kabinet-Ruijs de Beerenbrouck en het tweede kabinet-Colijn om de opmars van de Nationaal-Socialistische Beweging in Nederland (NSB) een halt toe te roepen.
Mede onder invloed van de machtsovername door Hitler op 30 januari 1933 maakte de NSB in Nederland vanaf begin 1933 een onstuimige groei door. De NSB bestond al sedert december 1931, maar leidde tot 1933 een marginaal bestaan en telde aan het begin van dat jaar duizend leden. In juni waren dit er al bijna zesduizend en in december 1933 kwamen er duizend leden per week bij. Aan het eind van dat jaar was het ledental van de NSB gegroeid tot twintigduizend.
Deze opmars baarde de regering grote zorgen en ze nam maatregelen om de invloed van de NSB tegen te gaan. Het tweede kabinet Ruijs de Beerenbrouck kondigde begin 1933 een verbod af voor beroepsmilitairen en leden van burgerwachten om lid te zijn van de NSB. In juli 1933 kwam het tweede kabinet Colijn met een door het voorafgaande kabinet voorbereid uniformverbod, zodat NSB’ers niet meer geüniformeerd konden colporteren en evenmin hun marsen konden houden. In diezelfde maand werd het ambtenaren verboden lid te zijn van een groot aantal uiterst linkse en rechtse organisaties, maar door ingrijpen van Colijn persoonlijk stond de NSB niet op die lijst. Eerst op 28 december 1933 voegde minister-president Colijn de NSB aan de lijst toe en was het ambtenaren verboden lid te zijn van die partij. Vooral deze laatste maatregel bracht een zware slag toe aan het imago dat de NSB als ‘nette’ politieke partij voor de buitenwereld probeerde op te houden.